# Stazione di Ponte di Fiè
La stazione di Ponte di Fiè (in tedesco Haltestelle Völser Steg) è una fermata ferroviaria fuori servizio posta sulla linea Brennero-Bolzano. Serviva il centro abitato di Ponte di Fiè (Völser Steg), frazione del comune di Fiè allo Sciliar (BZ).

## Storia
La fermata è stata costruita nel 1898 e contribuì a favorire l'afflusso di villeggianti sull'altopiano dello Sciliar per poi essere chiusa al traffico nel anni 1970. Dal 1994, con la deviazione della tratta Prato-Ponte Gardena nella galleria Sciliar, il sedime ferroviario è stato disarmato (e sfruttato per realizzarvi la pista ciclabile Bolzano-Brennero) e la stazione venduta ad uso residenziale.

## Strutture e impianti
La stazione vera e propria è costituita da un piccolo fabbricato viaggiatori interamente costruito in legno (atto ad ospitare biglietteria, sala d'attesa e dirigente movimento) contiguo ad un casello ferroviario. Il casello è stato convertito in abitazione privata e trasformato rispetto alla struttura originaria, mentre il fabbricato viaggiatori è trasformato in deposito. La fermata è sita sulla sponda sinistra del fiume Isarco ed è collegata con quella opposta (ove transita la Strada statale 12 dell'Abetone e del Brennero) da un ponte di legno, preesistente alla ferrovia stessa.